# Luciana Diniz
Luciana Diniz (São Paulo, 11 de outubro de 1970) é uma amazona olímpica brasileira, de origem luso-brasileira, que representa o Brasil em provas equestres profissionais na modalidade Salto de Obstáculos. Foi campeã do Global Champions Tour, após conquista do título na edição de 2015 em Doha, considerada rainha do segundo lugar do Grand Slam de Aachen e Calgary em 2017 e 2018. Acrescenta em seu currículo a participação em 5 olimpíadas e muitas vitórias em Grande Prêmios ao redor do mundo.
Com apenas 18 anos, Luciana mudou-se do Brasil para a Bélgica a fim de montar com o Nelson Pessoa Filho, o Neco, um dos principais treinadores do hipismo mundial. Aos 23 anos, Luciana participou pela primeira vez nos Jogos Equestres Mundiais, na Holanda. Com o seu cavalo "Graf Grande", conseguiu alcançar o 46º ao nível individual e o 4º na prova por equipes.
Em 2004, representando o Brasil, participou nos Jogos Olímpicos de Atenas. Acabou no 9º lugar por equipes. Desta vez, o cavalo utilizado foi o "Mariachi".
Após os Jogos Olímpicos, naturalizou-se por Portugal, terra de seus avós. Já em representação deste país, participou em 2006, pela segunda vez, nos Jogos Equestres Mundiais, que se realizaram em Aachen. A cavaleira, mais experiente, conseguiu um 23º lugar, montando "Dover".
Em 2010, Luciana e o cavalo "Winnigmood" participaram por Portugal na final da Copa do Mundo, em Geneva, classificando em 4° lugar. Saltaram alguns campeonatos europeus e conquistaram o 7° lugar em Madrid.
Participou por Portugal dos Jogos Olímpicos de Londres, em 2012, onde terminou em 17º na prova individual, montando "Lennox".
Em 2015, a amazona com a sua égua Fit For Fun foi campeã da classificação geral do Global Champions Tour, com vitória nos GPs de Madrid, Viena e Doha, entre outras classificações. "Vencer o GCT 2015, circuito equestre de Fórmula 1 sem dúvida foi uma das conquistas mais marcantes e desafiadoras. "Aprendi que o impossível só é impossível até que alguém me provar o contrário. Vencemos." revela Luciana. 
Logo em seguida, em 2016, Luciana saltou os Jogos Olímpicos do Rio, conquistando o 9° lugar com Fit For Fun.
Luciana e Fit For Fun foram consideradas as rainhas dos 2° lugares dos Grand Slam em Aachen e Calgary em 2017 e, novamente, em Aachen 2018.
Durante 18 anos contou com o apoio do barão Edouard de Rothschild, proprietário de Winningmood, Locarno e outros cavalos montados por Luciana em sua carreira.
Em sua 5° Olimpíada, desta vez em Tóquio, Luciana e seu cavalo "Vertigo du Desert" finalizaram em 10° lugar ao fazer uma falta no penúltimo obstáculo na Grande Final.
Após 16 anos competindo por Portugal, anunciou em Julho de 2022, em suas redes sociais, a volta às competições pelas cores do Brasil. Fez parte da equipe que com o quarto lugar na Copa das Nações de 2023 conseguiu uma vaga nos Jogos Olímpicos de Verão de 2024. Porém acabaria não disputando os Jogos Pan-Americanos de 2023 que se seguiram, porque a ODEPA exige intervalo de três anos após mudar nacionalidade.
Ao longo de sua carreira, Luciana Diniz escreveu alguns livros, dentre eles: Fit 4 Gold e Jump 4 Your Dreams.
Metodologia
Luciana Diniz sentiu a necessidade de criar sua própria metodologia, dessa forma formou-se o Butterfly Method Ⓡ, que aprimora o cavalo, cavaleiro e, principalmente, o equilíbrio emocional. "Trata-se de uma visão multidisciplinar sobre o esporte. Um método que considera os aspectos que influenciam no seu desempenho, desde o emocional, o físico, o técnico, etc. E este aprendizado pode e deve ser aplicado na sua vida profissional e pessoal: "a better person and a better rider" - uma pessoa melhor e um cavaleiro/amazona melhor. 

A amazona olímpica faz workshops em todo o mundo ensinando o Butterfly Method Ⓡ. Além disso, vendeu seus masterclasses em 46 países e 6 continentes. Pessoas do mundo todo postam nas mídias sociais o treino com seus cavalos fazendo os exercícios do Butterfly Method, the Butterfly exercises.